# Kotzmanns
Kotzmanns ist ein abgegangenes Dorf, das sich als Wüstung im Truppenübungsplatz Grafenwöhr  von Bayern befindet. 

## Lage
Das Dorf lag 3 km nordöstlich von Hopfenohe und etwa 750 m nordöstlich von Oberfrankenohe. Die Reste von Kotzmanns werden als Bodendenkmal der Gemeinde Grafenwöhr unter der Aktennummer D-3-6236-0027 als „untertägige mittelalterliche und frühneuzeitliche Befunde in der Wüstung ‚Kotzmanns‘“ erwähnt.

## Geschichte
Kotzmanns ist eine alte Ansiedlung wendischen Ursprungs. Es wurde, wie die ganze Gegend, durch Kaiser Heinrich II. 1008 für die Gründung des Bistums Bamberg gestiftet und dadurch ein Bamberger Lehen. Der Ort erscheint urkundlich erstmals 1335. Damals verkauft Heinrich Stör, bambergischer Lehenprobst zu Veldenstein-Neuhaus seinen Zehent auf der Forsthube im Dorfe Katzmanns (Chatzmans), die ein Bamberger Lehen ist, an das Kloster Michelfeld. Dieses Kloster bezog auch vom restlichen Dorf den Zehent. Der Forsthof existierte bis zur Säkularisation 1803. Für das Jahr 1616 sind in der Steuerliste sieben Anwesen gelistet. Während des Dreißigjährigen Krieges wurden die Höfe von Kotzmanns z. T. abgebrannt und verwüstet.
Die Bauernhöfe von Kotzmanns wurden 1937/39 vom Staat abgelöst und die Bewohner verstreuten sich in verschiedene Orte (z. B. Kirchenthumbach, Lauf an der Pegnitz, Unterschnittenkofen bei Kröning).